# Кубок Індонезії з футболу
Кубок Індонезії з футболу (індонез. Piala Indonesia) — футбольний клубний турнір в Індонезії, який проводиться під егідою Футбольної асоціації Індонезії.

## Історія
Змагання розпочинались у 1985 році на аматорському рівні на острові Ява. 

### Piala Liga (аматорські змагання)
| Сезон | Переможець              | Фіналіст    | Рахунок |
| ----- | ----------------------- | ----------- | ------- |
| 1985  | Арсето Соло             | Мерцу Буана | 3–0     |
| 1986  | Макассар Утама          | Ніац Мітра  | 1–0     |
| 1987  | Крама Юдха Тіга Берліан | Пеліта Джая | 2–0     |
| 1988  | Крама Юдха Тіга Берліан | Пеліта Джая | 1–0     |
| 1989  | Крама Юдха Тіга Берліан | Пеліта Джая | 2–1     |

## Формат
У турнірі беруть участь команди з п'яти вищих дивізіонів Індонезії. Розіграш кубка проводиться за кубковою системою. Переможець пари визначається за підсумками двох матчів: вдома і на виїзді. Фінал також складається із двох матчів.

## Фінали
| Сезон   | Чемпіон             | Рахунок                     | Фіналіст           |
| ------- | ------------------- | --------------------------- | ------------------ |
| 2005    | Арема               | 4–3 дч                      | Персіджа Джакарта  |
| 2006    | Арема               | 2–0                         | Персіпура Джаяпура |
| 2007-08 | Шривіджая           | 1–1 дч пен. 3–0             | Персіпура Джаяпура |
| 2008-09 | Шривіджая           | 1–0 (4–0 технічна перемога) | Персіпура Джаяпура |
| 2010    | Шривіджая           | 2–1                         | Арема              |
| 2012    | Персібо Боджонегоро | 1–0                         | Семен Паданг       |
| 2018-19 | ПСМ Макасар         | 0–1; 2–0                    | Персіджа           |

## Титули за клубами
| Команда             | Перемоги | Фінали | Роки перемог           |
| ------------------- | -------- | ------ | ---------------------- |
| Шривіджая           | 3        | 0      | 2007-08, 2008-09, 2010 |
| Арема               | 2        | 1      | 2005, 2006             |
| Персібо Боджонегоро | 1        | 0      | 2012                   |
| ПСМ Макасар         | 1        | 0      | 2018-19                |